# The Apostle (película de 1997)
The Apostle (llamada El apóstol en Hispanoamérica y Camino al cielo en España) es una película dramática estadounidense de 1997 escrita y dirigida por Robert Duvall, quien protagoniza el papel principal.
También aparecen Farrah Fawcett, Billy Bob Thornton, June Carter Cash y Miranda Richardson. Fue filmada en estudios y en los alrededores de Saint Martinville y Des Allemands (estado de Luisiana). Antes de que comenzara el rodaje, una segunda unidad realizó algunas tomas en Dallas (Texas).
La película se proyectó en la sección Un Certain Regard en el Festival de Cine de Cannes de 1998.
Por su actuación, Duvall fue nominado para el Premio Óscar al mejor actor.

## Elenco
- Robert Duvall (1931-) como Euliss F. Sonny Dewey, o El Apóstol E. F.
- Farrah Fawcett (1947-2009) como Jessie Dewey, esposa de Sonny.
- Billy Bob Thornton (1955-) como el pendenciero.
- June Carter Cash (1929-2003) como la Sra. Momma Dewey Sr.
- Miranda Richardson (1958-) como Toosie.
- Walton Goggins (1971-) como Sam.
- Billy Joe Shaver (1939-) como Joe
- John Beasley (1943-) como el hermano C. Charles Blackwell.
- Todd Allen como Horace.
- Lenore Banks como la seguidora de Sonny.
- Brett Brock como ayudante.

El músico Johnny Cash participó en la banda sonora de la película.

## Premios
En 1997 fue candidato a ganar el premio Screen Actors Guild al mejor actor.
En 1998 ganó el premio Satellite al mejor actor dramático.
En 1998, Robert Duvall obtuvo por esta película la nominación al premio Óscar al mejor actor.
El guion escrito por Duvall fue candidato a ganar el premio Independent Spirit Award al mejor guion.
La película obtuvo el reconocimiento Un Certain Regard en el Festival de Cannes 1998.
Mejor álbum gospel sureño, country o bluegrass
En la entrega de los Grammy de 1999, los productores de la banda sonora de la película (Peter Afterman, John Huie y Ken Levitan) obtuvieron un premio al mejor álbum gospel sureño, country o bluegrass.

## Argumento
Sonny (Duvall) es un carismático predicador pentecostal con un ojo desviado. Su esposa Jessie (Fawcett) ha comenzado una relación con un joven ministro llamado Horace.Rechaza la propuesta de Sonny de reconciliarse, aunque ella le asegura que no va a interferir con su derecho a ver a sus hijos. Ella también ha conspirado para utilizar los estatutos de su iglesia para apartar a Sonny del poder. Sonny le pregunta a Dios qué debe hacer, pero no recibe ninguna respuesta. La mayor parte de la congregación se pone del lado de Jessie. Sonny se niega a comenzar una nueva iglesia, insistiendo en que la iglesia a la que fue obligado a retirarse era «su» iglesia. En un juego de béisbol de su hijo, Sonny, en un arrebato emocional, ataca a Horace con un bate y lo pone en un estado de coma. Más tarde Horace muere.
Sonny huye y hace caer su automóvil en un río. Se deshace de toda información de identificación. Después de destruir toda evidencia de su pasado, Sonny abandona Texas, se hace rebautizar y empieza a hacerse llamar «The Apostle E. F.». Se muda a los pantanos de Luisiana, donde convence a un ministro retirado llamado Blackwell (Beasley) para ayudarlo a comenzar una nueva iglesia. También comienza una relación romántica con la empleada de una estación de radio local (Richardson).
Con la energía y el carisma de Sonny, la iglesia pronto tiene un rebaño fiel y racialmente integrado. Sonny incluso logra la conversión de un racista trabajador de la construcción (Thornton), que se presenta en un pícnic de la iglesia con la intención de destruirla. Mientras trabaja en un restaurante de comida rápida, Sonny ve a su nueva novia en público con su esposo e hijos, aparentemente reconciliada. Sonny se va del lugar, prometiendo nunca volver allí.
Su exesposa Jessie escucha un programa de radio del Apóstol E. F. y lo delata a la policía. Sonny es arrestado en medio de un servicio de la tarde, pero le dejan terminar mientras lo esperan afuera. En un conmovedor final, Sonny realiza un apasionado sermón y al final le dice a su congregación que tiene que irse. En la escena final, Sonny les predica a los presos mientras trabajan a lo largo de una carretera.